# Уилям Джон Макгий
Уилям Джон Макгий е американски учен, геолог, който през използва термина геоморфология в смисъл на учение за земните форми и тяхното обяснение във връзка с геоисторическото развитие на Земята. Така терминът геоморфология придобива определено съдържание и заема място в научната литература.